# メルセデス・ベンツ・Eクラス

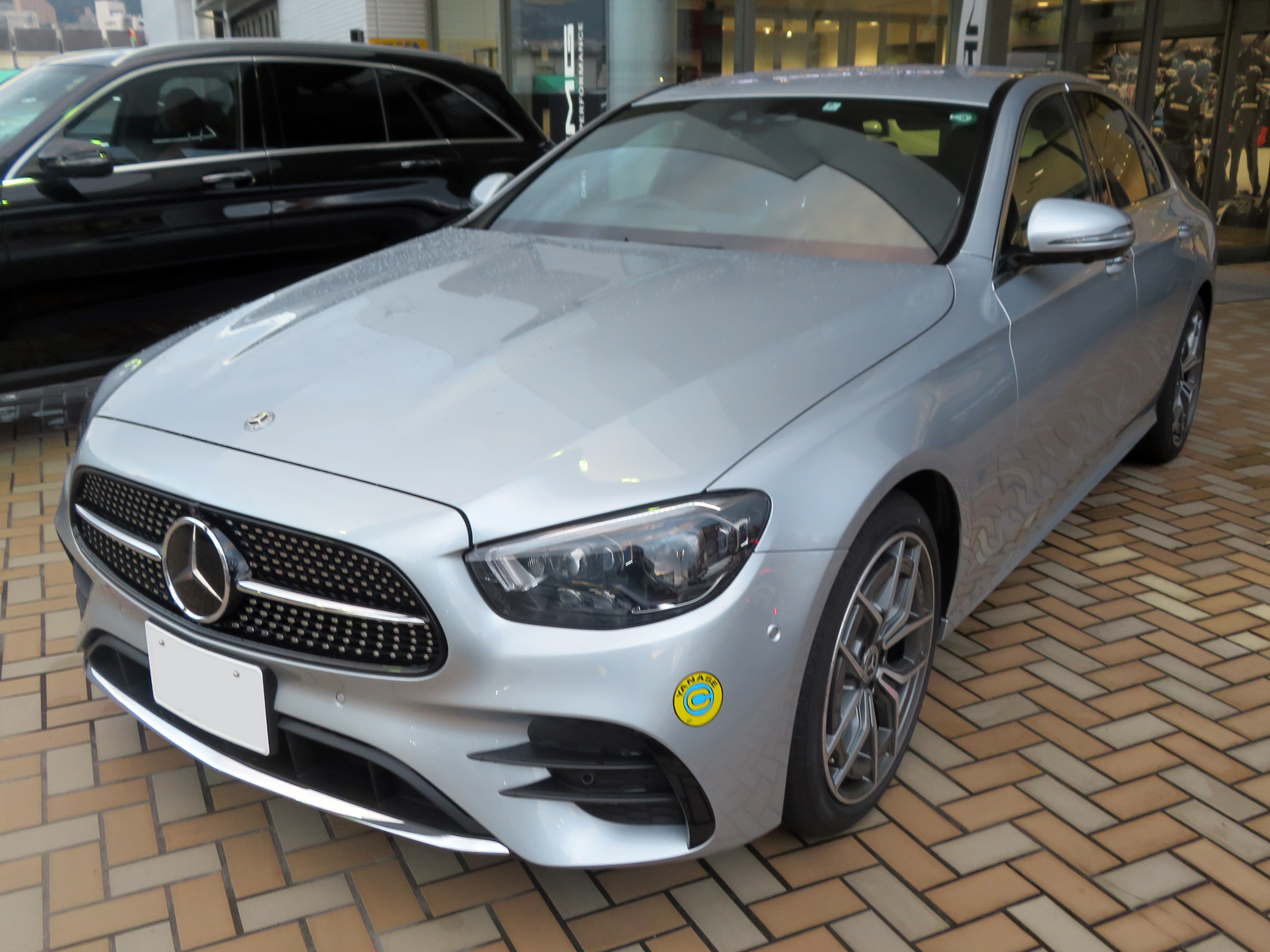
Eクラス セダン（5代目・W213後期型）

メルセデス・ベンツ・Eクラス（Mercedes-Benz E-Class ）は、ドイツの自動車メーカーであるメルセデス・ベンツ・グループがメルセデス・ベンツブランドで展開している、Eセグメントの車種である。現在はセダンとステーションワゴンおよびオールテレインが用意されている。

## 概要
メルセデス・ベンツの中核モデルで、その源流はSクラスを始めとする他のクラスよりも古くW136までさかのぼるといわれ、直接的な系統はW121となる。元々、モデル名を表す数字の後に付く「E」は、1950年代に現れた最新の燃料噴射技術から“Einspritzung”（ドイツ語で燃料噴射の意）の頭文字である。
1985年から1993年までは、ミディアム・クラスの名称で販売されており、Eクラスと変更された後も位置付けは変わっていない。サイズはCクラスとSクラスの間に位置し、派生車種としてCLSが存在した。セダンとステーションワゴンには「4MATIC」と呼ばれる四輪駆動モデルが設定され、降雪地域での需要に対応している。
初代および4～5代目には2ドアクーペおよびカブリオレも用意されていた（2～3代目はCLKクラス、現在はCLEに統合）。5代目では歴代かつメルセデス初となるオールテレインが登場した。
2006年には、日本におけるメルセデス・ベンツの最量販車種となり、9,639台が販売された。以下、Sクラス8,078台、Cクラス8,042台、Bクラス7,189台という販売状況であった。2007年以降は、品質問題からCクラスに最量販車種の座を明け渡しており、2009年における販売台数は7,428台、Cクラス9,384台（統計情報:日本自動車輸入組合）であった。しかし、主力モデルであることには変わりはなく、ドイツ本国ではタクシーの主力車種でもある。
アメリカ自動車保険業界の非営利団体である米国道路安全保険協会 (IIHS) が、2000年から2003年に起きた事故を調査した結果では、もっとも死亡率が低い車種であることが発表された。
一方で、同団体の1997-2000 models では、オーバーオールでA（平均）、Restraints/dummy kinematicsはP（劣る）、Side impact test resultsはA（平均）と判断された。2010年モデル以降は、全項目でG（良好）となっているが、同時期のBMW・5シリーズやアウディ・A6も同様の評価であり、特に突出したものではない。また、スモールオフセットについては評価されていない。

### ディーゼル車の復活
2006年（平成18年）8月から2008年（平成20年）1月まで、日本国内で販売される乗用車としては唯一ディーゼルエンジンを搭載した車種を用意。日本では環境イメージの悪化から販売が途絶えていたが、2006年（平成18年）8月、3.0 LのV型6気筒ターボディーゼルのE320 CDI アバンギャルドで復活した。トルクフルなエンジン特性ゆえに歯車比はかなりハイギアードな設定となっており、ガソリン車と比べて常用回転数が低いため燃費が大幅に向上しており、満タン時の航続距離は1000 kmを超えるほか、プレミアムガソリンの揮発油税と軽油の軽油取引税の額の違いもあって走行コストは半分程度となる。しかし、エンジンは頑丈な作りのうえにターボを装備することで単体重量は同程度の排気量のガソリンエンジンに比べて重く、さらに、燃料供給方式はコモンレール＋超高圧電子制御式ソレノイドインジェクター＋直噴で、排出ガス浄化装置の採用もあり、車両本体価格はトリムレベルが同等で排気量が近いガソリン車に比べて割高である。
E320 CDIは欧州排出基準の「ユーロ4」をクリアしており、従来のディーゼルエンジンに比べて環境負荷は大幅に低減しているものの、日本で2009年（平成21年）から施行された「ポスト新長期規制」には適合しておらず、規制開始までの暫定販売とされた。2008年モデルから排気系の改善が行なわれたことで、同規制に準拠した。一方、アメリカ合衆国では、世界でもっとも厳しいといわれるカリフォルニア州を始め、メイン州、マサチューセッツ州、ニューヨーク州、バーモント州の5州でも排出ガス規制を満たしておらず、該当地域では販売不可となった。
2009年度（平成21年度）に登場した「ブルーテック」では、尿素SCRシステムを併用することにより、有害な窒素酸化物（NOx）の排出量が改善されている。日本市場では、2010年（平成22年）2月24日にE350 ブルーテック アバンギャルド（セダン/ステーションワゴン）を発売、輸入AT車初のクリーンディーゼルエコカー免税車（自動車重量税および自動車取得税が100 %免除）となった。

## 初代 W124/S124/C124/A124 (1985年-1995年/1985-1993年:ミディアム・クラス)

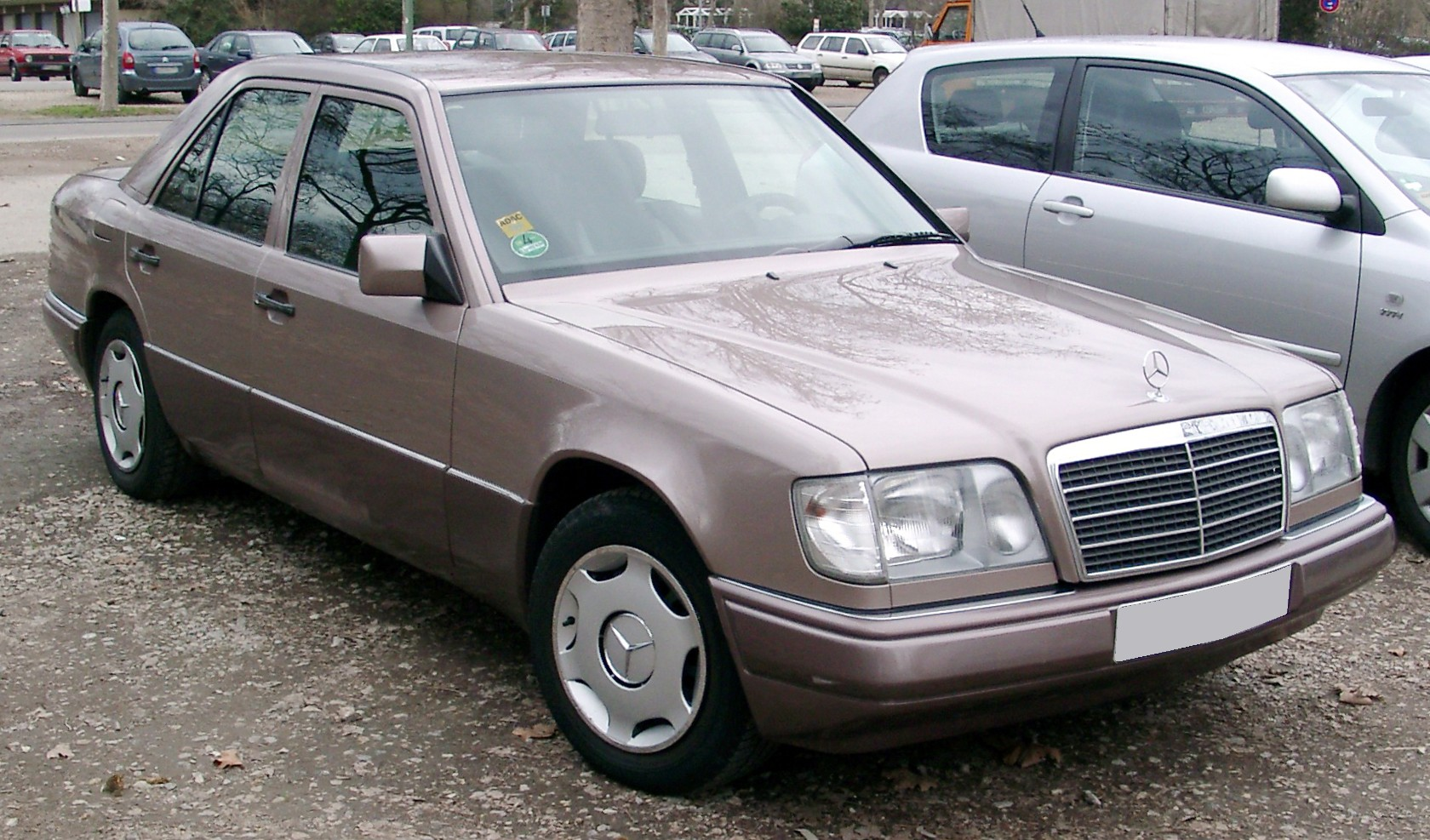
W124 後期型

W123の後継車にあたる。「W124」は、初代Eクラスのコード番号である。
4ドアセダン、5ドアステーションワゴン、2ドアクーペ、2ドアカブリオレ、6ドアリムジンが存在した。多くのパーツを共用するW201型（190E）をそのまま大型化したデザインで、台形の小ぶりなテールランプが特徴。リアサスペンションは、長らく続いたセミトレーリングアーム式から、190E譲りのマルチリンク式に変更されている。フラッシュサーフェイス （外板の平滑化）が推し進められた結果、メルセデス市販車では史上初となる、0.29のCd値を達成した。
1986年、日本への輸入が開始された。当時、日本ではバブル景気だったこともあって大量に輸入がなされ、正規輸入車・並行輸入車ともにバラエティに富んでいる。例として、ヤナセより1989年、1991年に発売された260Eのロングホイールベース車がある。これは、定員8名の6ドアのリムジンであるが、単にホイールベースを延長したものではなく、メルセデス・ベンツ本社がホワイトボディ（車体構造を形作る段階のもの）より製作し、リムジンの懸念材料である剛性低下を抑える出来であった。
「最善か無か」の時代に作られた最後のミディアム・クラスとして、現在でも人気は高く、W124を中心に扱う中古車販売店も存在するが、生産終了から相当の年数が経過していることもあり、良好な個体は減少傾向にある。

## 2代目 W210/S210（1995年-2002年）

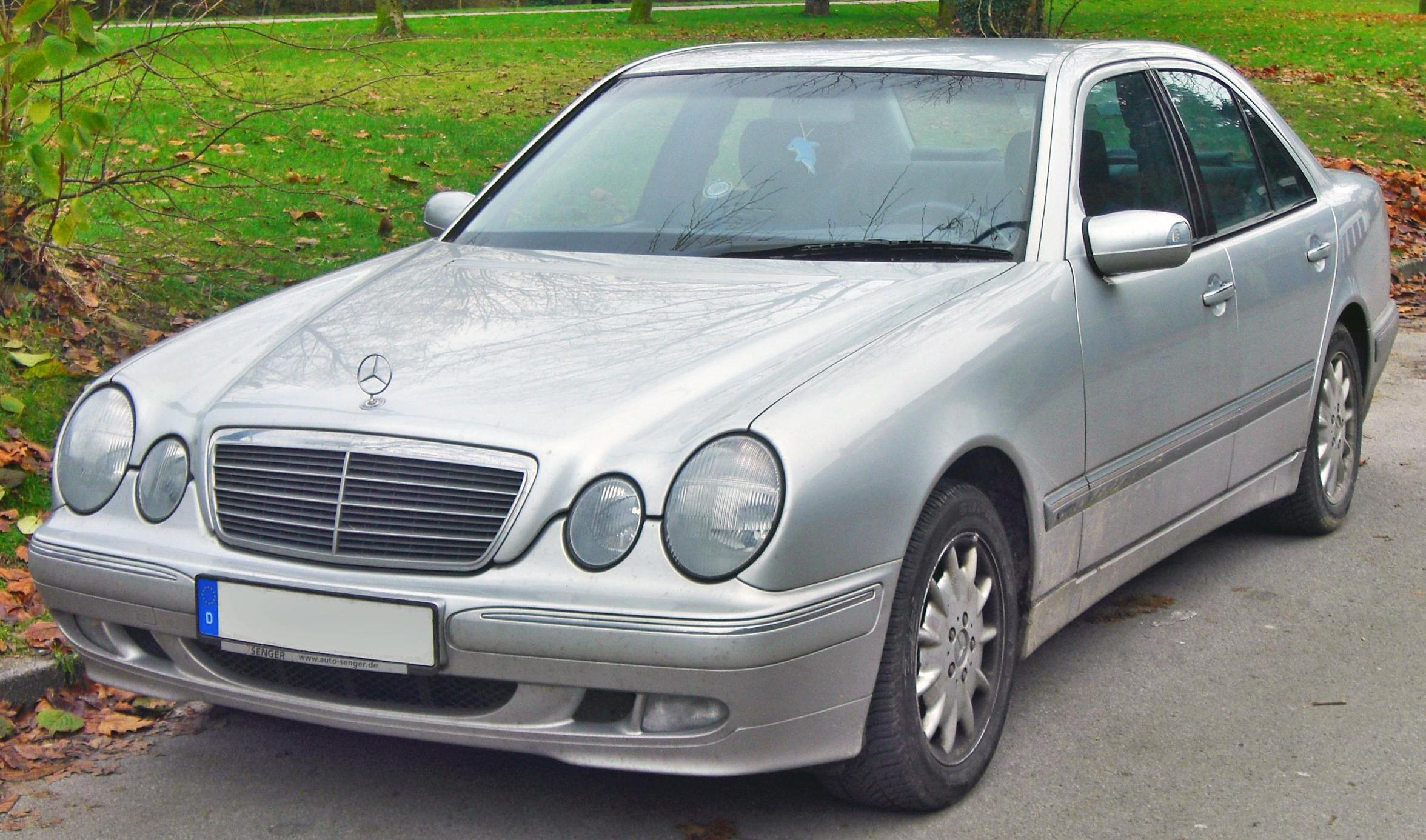
W210 / E270 CDI 後期型

1995年、10年に渡り販売されたW124の後継として発売開始。
フロントマスクは、楕円形の4灯式ヘッドライトが特徴的である。フロントサスペンションが、W124のストラットからダブルウィッシュボーンに変更されたほか、ステアリングがボール&ナット式からラック&ピニオン式となった。
サイド・エアバッグは、ドア内蔵方式を採用したほか、ASRやESPも設定されるなど、さらなる安全性向上が図られている。室内も拡大され、後席の居住性が大幅に改善された。クーラーボックス機能付きコンソールボックス、フルオートエアコン（後席エアコン吹出口付き）に加えて、モデルライフの途中からは、CD-ROMナビゲーションシステムや自動防眩ミラーの標準装備化など、快適装備も充実している。
一方、メルセデス・ベンツの内装を特徴付けていた実用性の高さ（誰が乗っても戸惑わない確実さ）は大幅に下がり、構成部品も一部簡略化され、革の材質をはじめとする内装の質感も、同様にコストダウンされた。なお、マイナーチェンジ後の後期型では、品質改善がなされている。

## 3代目 W211/S211（2002年-2009年）
2002年、フルモデルチェンジ。

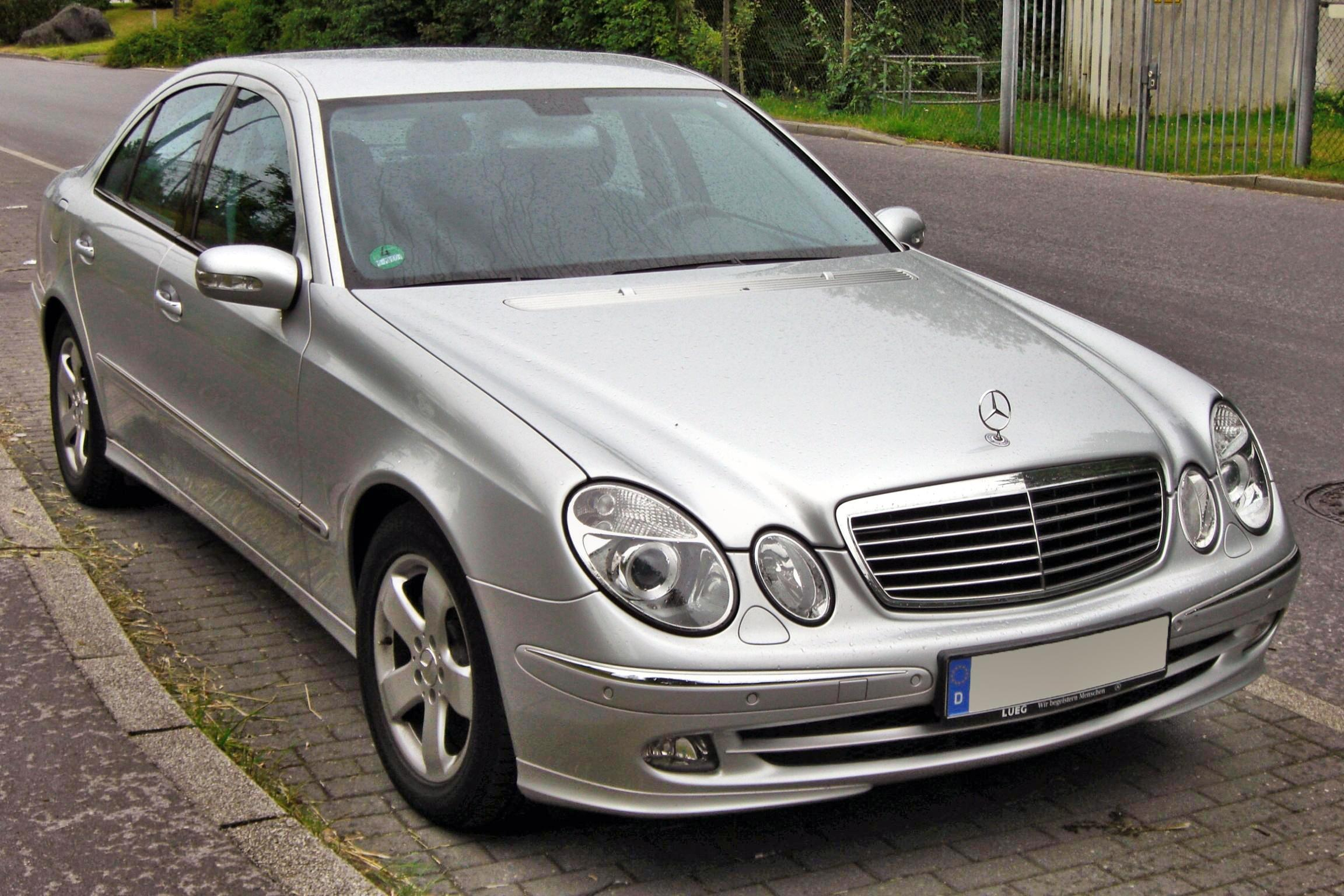
W211 前期型

先代のデザインを踏襲しつつも、大胆に傾斜した楕円形の4灯式ヘッドライトなど、よりエレガントな様相を持っているが、後期型では、フロントグリルを中心に、よりスポーティーな印象を強めている。外観はキープコンセプトでありながら、新プラットフォームの採用で、全幅と全高が20mmずつ拡大し、それぞれ1,820mm、1,450mmとなった。
欧州やアジア、アフリカなどでは、E200 コンプレッサーやE220 CDIといった廉価版も存在するが、日本国内では、E250以上のラインアップとなっていた。マイナーチェンジに伴って、オプションの標準装備化や新装備の拡充が行われ、全体的に販売価格は上昇した。
雨天時走行にディスクの水分の除去を行う機能や、ディスクとブレーキパッドの間隔を狭める機能などを備えた「SBC (Sensotronic Brake Control)」が装備されたが、センサ類やコネクターの接触不良に起因するトラブルが多発した。作動不良時に前輪２輪のみとなり、アシストも働かなくなるため、十分な制動力が得られないなど、安全性に重大な問題があり、大規模なリコールが2回行われた。この一件で多くの顧客を失ったことで、このモデル以降、Eクラスの販売は、Cクラスと比べ順調とはいかなくなった。なお、2005年8月以降は、信頼性が改善された「SBC」であったが、マイナーチェンジを機に廃止された。

## 4代目 W212/C207 (2009年-2016年) S212/A207 (2010年-2016年)

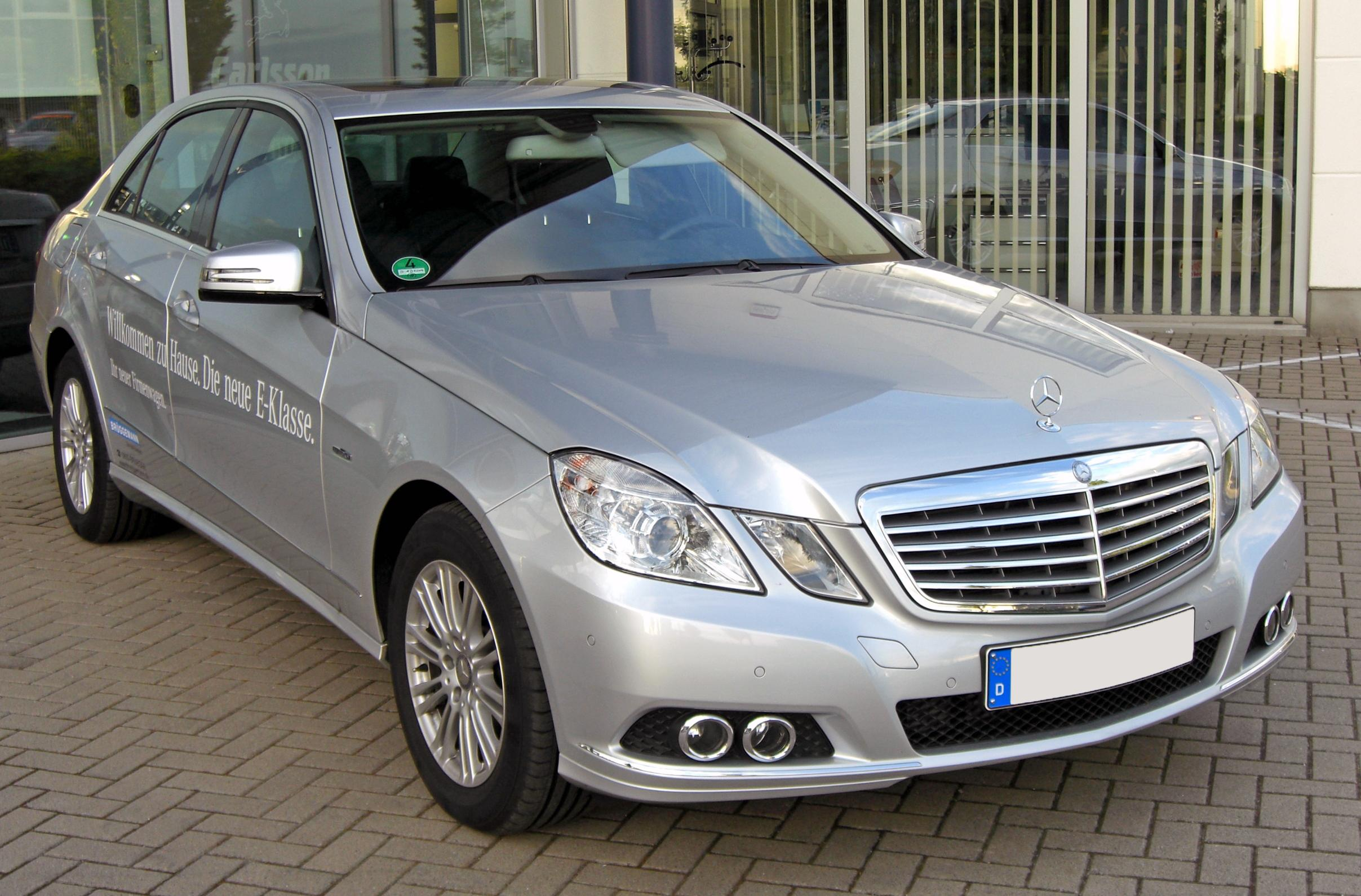
W212 / E250 エレガンス 前期型

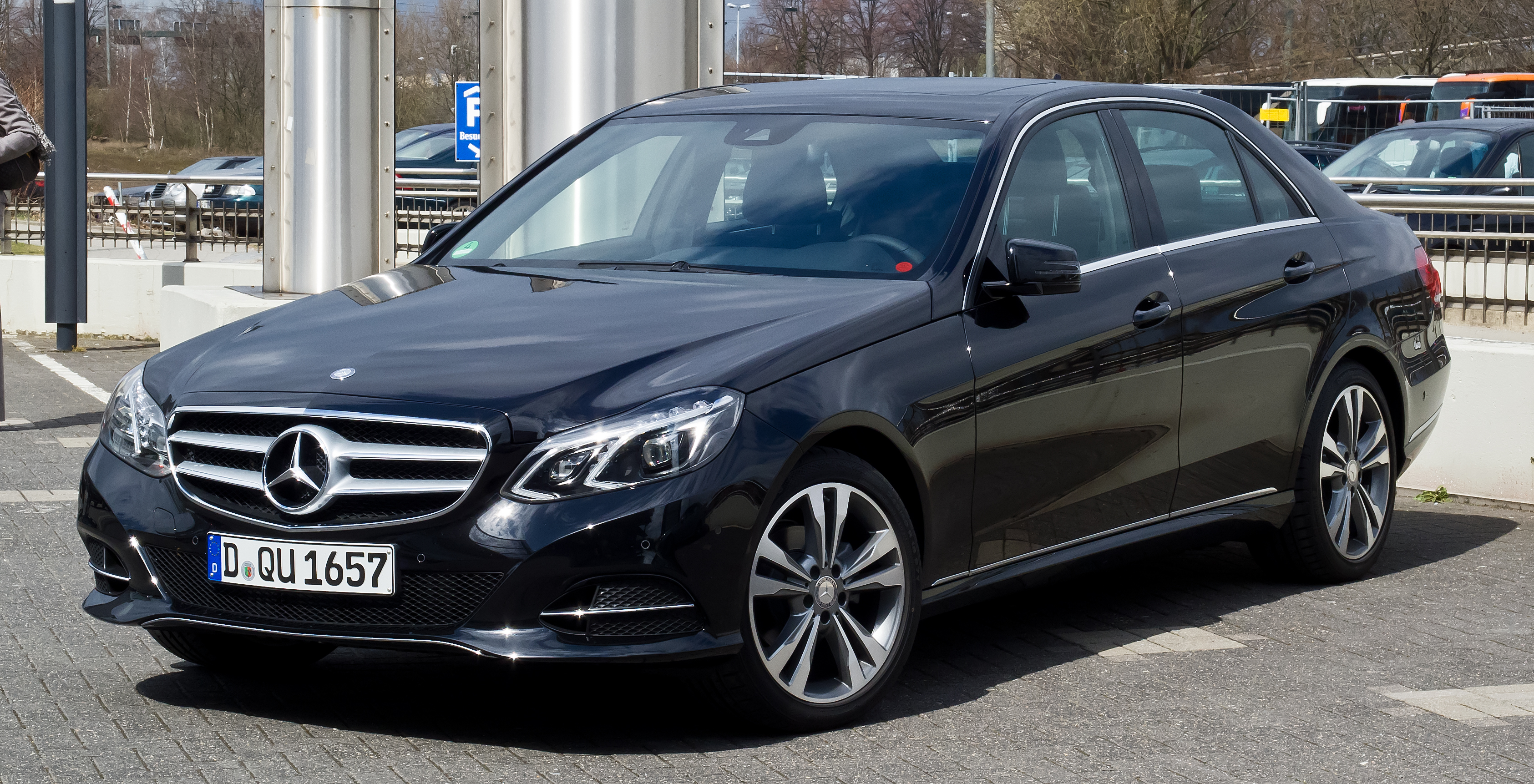
W212 / E220 CDI アバンギャルド 後期型

2009年、北米国際オートショーで正式発表。日本国内では、同年6月にデリバリーが開始された。同年には、CLKクラスの後継車種となるクーペ、翌年にはステーションワゴン、コンバーチブルモデルのカブリオレが順次導入された。
2世代にわたって採用された楕円型4灯式ヘッドライトは、斜め四角型のものへと変更されたほか、Cクラスと差別化するため、リアフェンダーには、ポントン（W120）風のプレスラインが設けられた。しかし、不評であったため、後のマイナーチェンジで前者は２灯式風に改められ、後者は廃止された。
Sクラス (W221)から採用された、ナビゲーションやテレビ、ビデオ、オーディオ機能など、多彩な機能を直感的に操作できると謳われる「COMANDシステム」が新たに搭載された。なお、ナビゲーションは地上デジタル放送チューナー （日本仕様のみ）を搭載し、DVDからHDDへと変更されている。
「ニーバック」を含めた9つのエアバッグのほか、「NECK PRO (ネックプロ) アクティブヘッドレスト」を始めとする4種類のアクティブセーフティ機構を備える。さらに、オプションではあるが、Sクラスから採用された「ナイトビューアシスト」の改良型である「ナイトビューアシストプラス」や、メルセデス初搭載となる車線逸脱防止支援システムも設定するなど、多彩な先進安全装備を誇った。

## 5代目 W213/S213/C238/A238 (2016年-2023年)

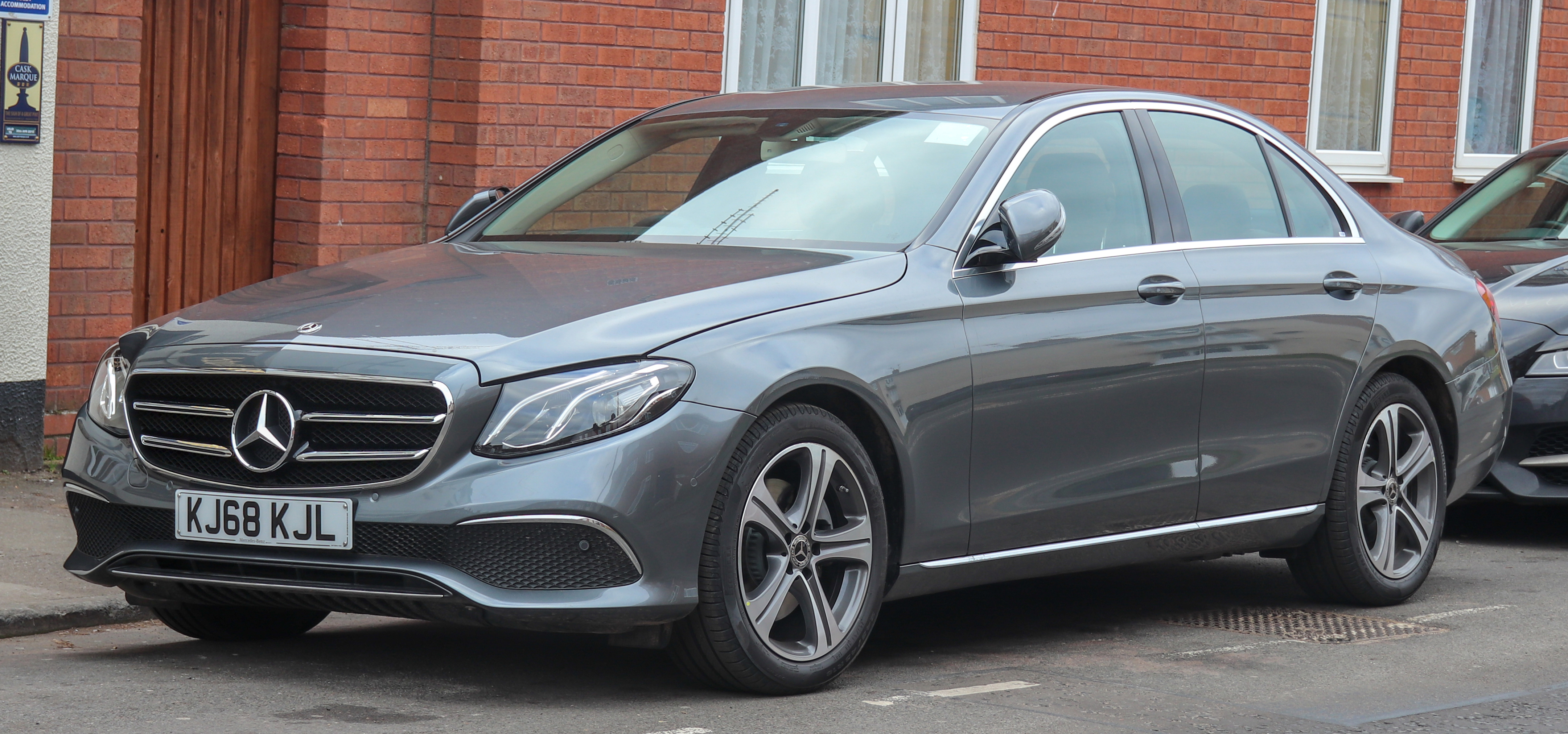
W213 / E220d 前期型

2016年、北米国際オートショーで正式デビュー。日本市場では、セダンが2016年7月27日に公式発表され、「E200アバンギャルド」と「E200アバンギャルド スポーツ」は発表当日より販売を開始した（左記以外のグレードは発表当日より注文受付を開始、販売は同年10月より）。キャッチコピーは、前期モデルが「未来型Eクラス」、後期モデルが「傑作は裏切らない。」である。
メルセデス・ベンツの中核モデルに相応しい、快適性や安全性を大幅に高める世界初の革新技術が数多く導入された。部分自動運転を実現する、初採用の安全運転支援システム「ドライブパイロット」はその一例である。さらに、Sクラス（W222）やCクラス（W205）に倣ったシャープなエクステリアデザインと、モダンで上質なインテリアを備え、よりスタイリッシュな装いとなった。
前期型では、「アバンギャルド」「アバンギャルド スポーツ」「エクスクルーシブ」「Mercedes-AMG」の4モデルでそれぞれ異なる外観デザインを採用したほか、ヘッドライトは二重の眉に見立てた形状のフロントランプを備えた新型のLED式となり、「アバンギャルド」を除く全モデルには、インテリジェントライトシステムとアダプティブハイビームアシスト・プラスを備えた「マルチビームLEDヘッドライト」を搭載している。

後期型では、AMGラインエクステリアが標準装備となり、シャープでダイナミックなエクステリアに一新された。鋭い形状のヘッドライトやクローム仕上げのダイヤモンドグリルに加え、セダンについてはリアエンドのデザインも刷新された。ユリの花をモチーフとした新世代ステアリングホイールを初採用するとともに、熟成された対話型インフォテインメントシステム「MBUX」や、日本初の「ARナビゲーション」を搭載した。

## 6代目 W214/S214 (2024年-)

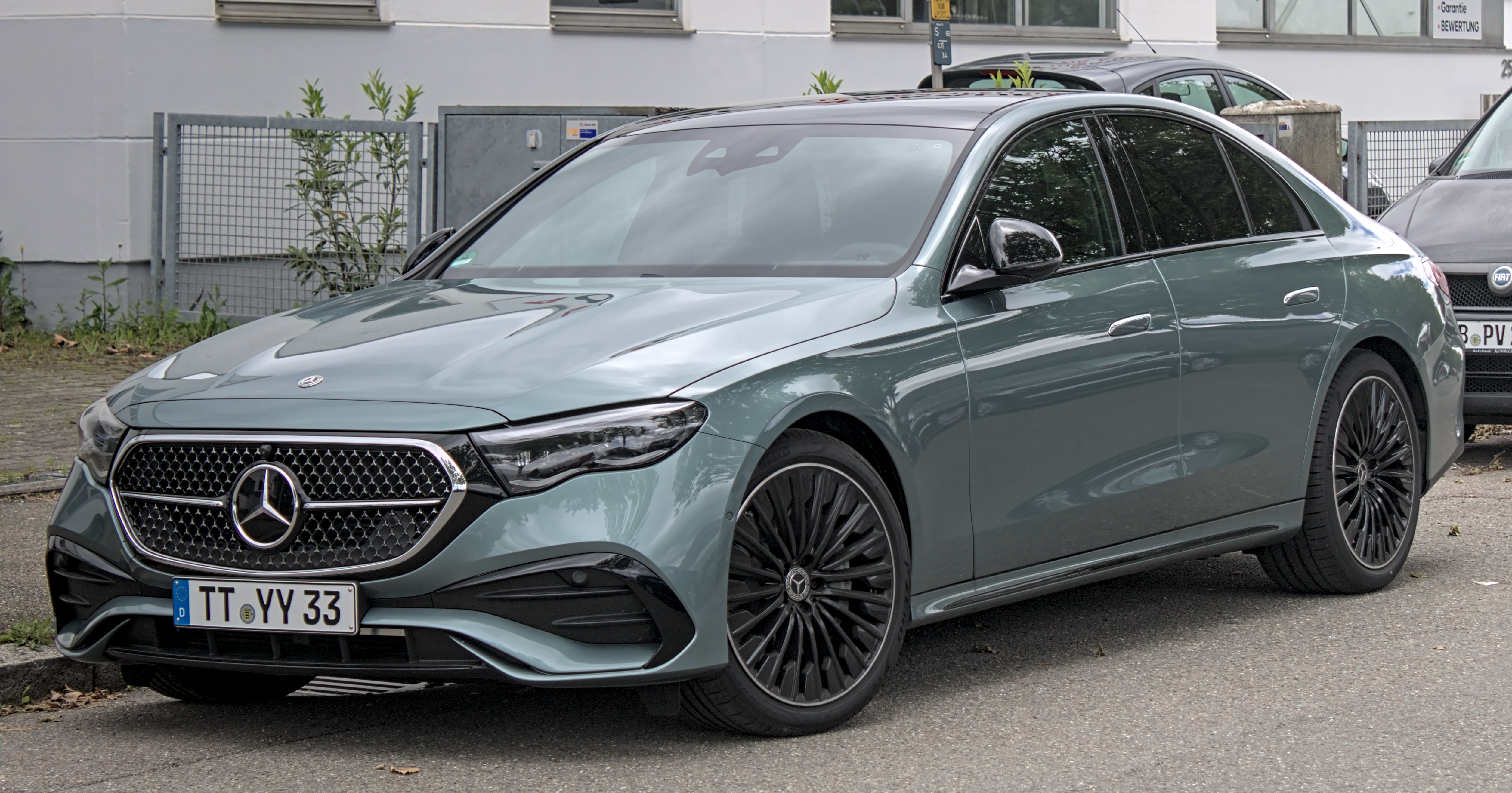
W214

2023年、オンライン上で世界初公開（デジタルワールドプレミア）。日本市場では2024年1月、東京オートサロン2024にてセダンとステーションワゴンが同時発表された（同日より予約受付開始、2月より発売）。キャッチコピーは、「Eを覆す、E。 」である。
パワートレインを全てのモデルで電動化するとともに、 センターディスプレイと助手席ディスプレイを一体型にしたMBUXスーパースクリーン、日本初の高機能ヘッドライトによる路面描画機能などを搭載し、機能性と快適性を大きく向上させた。
伝統と先進性を融合したエクステリアは、歴代Eクラスの長年にわたる歩みを受け継ぐ一方、「Sensual Purity（官能的純粋）」を踏まえた新たなデザインを採用することで、メルセデスの電気自動車（EQ）の前衛的なトレンドセッターとの間をつなぐ架け橋のような存在と位置付けられている。テールランプはスリーポインテッドスターを模したデザインとなり、サイドには格納型のドアハンドルが備わる。
コンポーネントの一部分に資源節約型原材料を、シート内部のウレタンフォームに認証済の再生原料を使用するなど、製品の品質は維持しながら、必要な化石資源の量を減らす工夫がなされており、より一層環境への配慮が高められている。

## Eクラスエクスペリエンス パリ-北京
2006年、model2007の発売PRの一環として、Eクラスによるパリ-北京間13,600kmを走破するイベントが、メルセデス・ベンツとして99年ぶりに開催された。33台のE320 CDI、E320 CDI 4MATICにより約1か月間かけて行われ、シベリアの凍土から砂漠、100kmを超える直線など、多い日は1日700km以上を走破した。ドライバーには、パリ・ダカールラリーで1981年、1984年、1986年と総合優勝を果たしたルネ・メッジなども参加した。サポートカーとしてGクラスやスプリンターなどが用いられている。その他、ドイツの石油販売会社であるARAL (アラール) とミシュランによるサポートが行われた。